# الهلال الأحمر العربي السوري
الهلال الأحمر العربي السوري، منظمة وطنية ذات شخصية اعتبارية، تتمتع بالاستقلال المالي والإداري، تلتزم بأحكام واتفاقيات جنيف الخاصة بالصليب الأحمر والهلال الأحمر الدولية، والاتفاقيات الأخرى المتعلّقة بقواعد القانون الدولي الإنساني وحقوق الإنسان، التي صادقت عليها حكومة الجمهورية العربية السورية.
أُسست عام /1942/، واعتُرف بها من قبل اللجنة الدولية للصليب الأحمر عام /1946/.
وهي عضو في الحركة الدولية والاتحاد الدولي لجمعيات الصليب والهلال الأحمر بجنيف، والأمانة العامة لجمعيات الهلال الأحمر والصليب الأحمر العربية.
حازت المنظمة على جائزة السلام للحركة الدولية للصليب الأحمر والهلال الأحمر في سيدني لعام 2013.
شركاء المنظمة: الحركة الدولية للصليب الأحمر والهلال الأحمر، المنظمات التابعة للأمم المتحدة، المنظمات الدولية غير الحكومية، المنظمات المحلية غير الحكومية.
تعمل منظمة الهلال الأحمر العربي السوري تحت المبادئ الأساسية السبعة وهي: الإنسانية، عدم التحيّز، الحياد، الاستقلال، الخدمة التطوعية، الوحدة والعالمية.

## أهداف منظمة الهلال الأحمر العربي السوري
يوجد فرع للهلال الأحمر العربي السوري في كل محافظة، وتعمل هذه الفروع ومنشآتها على:
- الاستعداد في زمن السلم والعمل في زمن الحرب بصفتها مساعداً للإدارات الطبية في القوات المسلحة ونقل المرضى والجرحى وإنشاء مستشفيات وإعداد وسائل نقل ومساعدة منكوبي الحرب والأسرى والتوسط في تبادل المراسلات الخاصة بهم داخل الجمهورية وخارجها.
- تخزين معدات الإيواء وجميع ما يلزم لعلاج المرضى والعناية بالأسرى.
- توفير الإسعافات العاجلة والضرورية الطبية والاجتماعية لضحايا الكوارث والنكبات.
- نقل المرضى والمصابين في الحوادث والمساهمة في علاجهم والاشتراك في محاربة الأوبئة وتقديم الخدمات الطبية والاجتماعية ونشر الثقافة الصحية. (إنشاء مستوصفات، مستشفيات، عيادات، صيدليات، مراكز إسعاف ونقل دم)
- العمل على توفير الممرضين والممرضات وتدريبهم على الأعمال في المستشفيات في حالات الطوارئ سواء من المتفرغين أو المتطوعين.
- تأمين وسائل الإسعاف الأولى ونقل المرضى والمصابين إلى مراكز الإسعاف ومتابعة المداواة حتى زوال الخطر.
- المساهمة في الخدمات الإنسانية.
- نشر أغراض الحركة الدولية ومبادئها الأساسية.
- توثيق الصلة وتبادل المعونة بين جمعيات الصليب الأحمر والهلال الأحمر والمنظمات والهيئات الأخرى.
- القيام بغير ذلك من الأعمال التي يهدف إليها الهلال الأحمر.

## لجنة الشباب في الهلال الأحمر العربي السوري
بدأت الحكاية منذ عام 1992 عندما أُعيد بث الروح في لجنة الشباب في الهلال الأحمر العربي السوري، عندما قام بضع من الشباب بزيارة دار الكرامة للعجزة والمسنين، وبدؤوا بالتفكير للقيام بنشاطات تخدم المجتمع السوري تحت مبادئ الحركة الدولية للصليب الأحمر والهلال الأحمر، وبالفعل ابتدأت الاجتماعات وتحرك نشاط الشباب.
وما لبثت هذه النشاطات أن توسعت وكبر حجمها، مما تطلب القيام ببعض النشاطات كالبازارات والمهرجانات لتمويل هذه النشاطات، واستقطاب عدد أكبر من المتطوعين الشباب، وهذا أدّى إلى تنوع في النشاطات المقدمة إلى فئات المجتمع.
وقد توّج عمل لجنة المتطوعين الشباب بقرار مجلس إدارة فرع دمشق للهلال الأحمر العربي السوري في عام 1994 بتأسيس لجنة المتطوعين الشباب، وبدؤوا في العمل لإثبات قدرتهم في تحمل المسؤولية، ولتصبح لجنة مماثلة للجان الفرع وتم وضع النظام الداخلي للجنة المتطوعين الشباب وتحديد اللجان الفرعية لهذه اللجنة والأهداف والنشاطات التي تأسست من أجلها.
وتضم لجنة المتطوعين الشباب حالياً الأقسام الأساسية التالية:
قسم الأنشطة الاجتماعية - قسم فرق الإسعاف - قسم تعليم الإسعافات الأولية - قسم الصحة - قسم الثقافة والبيئة - قسم التأهب للكوارث - قسم القانون الإنساني الدولي - قسم الدعم النفسي وقسم الإعلام.

## فريق التدخل الوطني
ظهرت أهمية تأسيس برنامج إدارة الكوارث في منظمة الهلال الأحمر العربي السوري بعد مواجهة عدد من الكوارث والأزمات؛ مثل انهيار سد زيزون في عام 2002، وحرب العراق في عام 2003، فعملت المنظمة على تطوير إستراتيجية لبرنامج إدارة الكوارث، وذلك بالتعاون مع الاتحاد الدولي لجمعيات الصليب الأحمر والهلال الأحمر، والصليب الأحمر البريطاني.
وأكدت منظمة الهلال الأحمر العربي السوري على دعم المجالات الأساسية لبرنامج إدارة الكوارث وربطها مع البرامج التنموية الأخرى ودمجها في أنشطة المنظمة، وقد تم إنجاز ذلك من خلال تطوير التدريب بشكل عام بالإضافة إلى التدريب في المجال التخصصي في بعض النواحي بشكل خاص. وقد قررت المنظمة فيما بعد تأسيس فريق التدخل الوطني لإدارة الكوارث باعتباره أداة هامة ضمن مرحلة التطوير لهذا البرنامج. وقد تم تقسيم فروع المنظمة للعمل بشفافية ضمن وحدات لإدارة الكوارث، وكان الهدف من هذا التقسيم تبادل الخبرات بين الفروع، والمساعدة في تطوير سياسة دعم وتقوية الفريق الوطني من خلال التدريب المستمر، والتشبيك المتين بين الفروع.
ما هو دور الفريق الوطني؟ يعدّ الفريق الوطني أداة أساسية لبرنامج إدارة الكوارث في المنظمة، ومن أهم مهامه:
- تلبية النداء في حالة الطوارئ والعمل وفقا للخطة الوطنية المتعلقة ببرنامج إدارة الكوارث.
- ومن ثم قيادة كافة المتطلبات الضرورية من حشد الموارد البشرية والمادية.
- التأكيد على أن خطط وسياسات إدارة الكوارث للمنظمة منفذة بالتوافق مع السياسة العامة للحكومة ضمن الاستعداد والاستجابة.
- تحديد أنشطة الاستجابة الصحيحة مبنية على نتائج وتحليلات التقييم السريع.
- مراقبة الوضع، وإصدار التقارير الدورية لأنشطة الفريق من أجل تحسين الاستجابة الطارئة.
- المشاركة في البرامج والتمارين والمناورات التي تقوم بها المنظمة من خلال التنسيق مع السلطات والمؤسسات المحلية والإقليمية والدولية.
- المحافظة على جاهزية الفريق الوطني بشكل مستمر من خلال حشد الموارد البشرية والمحافظة على المتطوعين المطلوبين لاستمرارية الفريق الوطني.
- تنظيم التدريبات الفنية، والمناورات العملية والتي تعتبر جزءاً هاماً من المحافظة على قدرات وكفاءات الفريق الوطني على الصعيد المحلي والوطني.

## وصلات خارجية
- الهلال الأحمر العربي السوري
- الحركة الدولية للصليب الأحمر والهلال الأحمر